# Ferndale (Californië)
Ferndale is een plaats in Humboldt County in Californië in de VS.
Ferndale is bekend om zijn vele goed bewaarde victoriaanse huizen. Deze volledige plaats is het California Historical Landmark #883. Ferndale is ook een populaire filmlocatie en komt voor in films als The Majestic met Jim Carrey en Outbreak met Dustin Hoffman.
Het is het eindpunt van de jaarlijkse "Kinetic sculpture race". Het is ook de plaats waar de eerste race begon toen Hobart Brown door de lokale beeldhouwer Jack Mays uitgedaagd werd om met zijn antiek uitziende fiets met vijf wielen in de straat te racen.
De Humboldt provinciemarkt wordt elk jaar gehouden in augustus op de marktgronden aan de rand van Ferndale. Hier worden de enige paardenraces van de county gehouden, samen met de gewone wedstrijden tussen artiesten, landbouwers, enzovoort.

## Geografie
Ferndale bevindt zich op 40°34′45″Noord, 124°15′48″West. De totale oppervlakte bedraagt 2,7 km² (1,0 mijl²) wat allemaal land is.

## Demografie

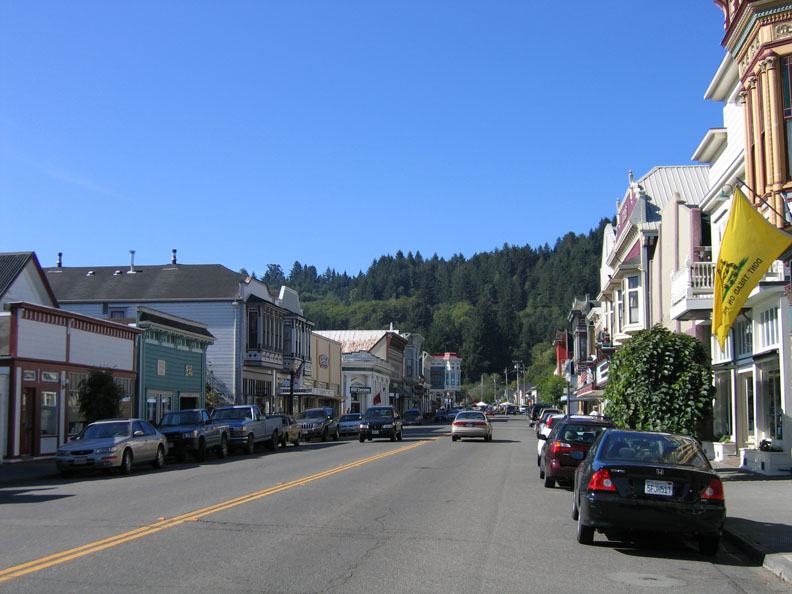
Straatbeeld van Ferndale

Volgens de census van 2000 bedroeg de bevolkingsdichtheid 518,1/km² (1343,2/mijl²) en bedroeg het totale bevolkingsaantal 1382 als volgt onderverdeeld naar etniciteit:
- 93,34% blanken
- 0,29% zwarten of Afrikaanse Amerikanen
- 0,51% inheemse Amerikanen
- 0,58% Aziaten
- 0,07% mensen afkomstig van eilanden in de Grote Oceaan
- 1,30% andere
- 3,91% twee of meer rassen
- 4,27% Spaans of Latino

Er waren 611 gezinnen en 392 families in Ferndale. De gemiddelde gezinsgrootte bedroeg 2,26.

## Plaatsen in de nabije omgeving
De onderstaande figuur toont nabijgelegen plaatsen in een straal van 24 km rond Ferndale.